# Alice Terry
Alice Terry, née le 24 juillet 1899 à Vincennes, dans l'Indiana, et morte le 22 décembre 1987 à Burbank (Californie), est une actrice et réalisatrice américaine.

## Biographie
Née Alice Frances Taaffe à Vincennes (Indiana), elle apparaît dans 39 films entre 1916 et 1933. En novembre 1921, elle épouse le réalisateur Rex Ingram, avec lequel elle restera jusqu'à sa mort en 1950.
Elle joue plusieurs personnages dans le film pacifiste Civilization en 1916, coréalisé par Thomas H. Ince et Reginald Barker. L'un de ses rôles les plus remarqués est celui de "Marguerite" dans Les Quatre Cavaliers de l'Apocalypse.
En 1925, son mari dirige plusieurs séquences de Ben-Hur en Italie. Le couple décide alors de s'installer sur la Côte d'Azur où ils ouvrent un petit studio à Nice et tournent plusieurs films en Afrique du Nord, Espagne, et Italie pour la MGM ou d'autres.
Morte le 22 décembre 1987 à l’hôpital de Burbank, Alice Terry est enterrée au cimetière Valhalla Memorial Park à North Hollywood.

## Filmographie

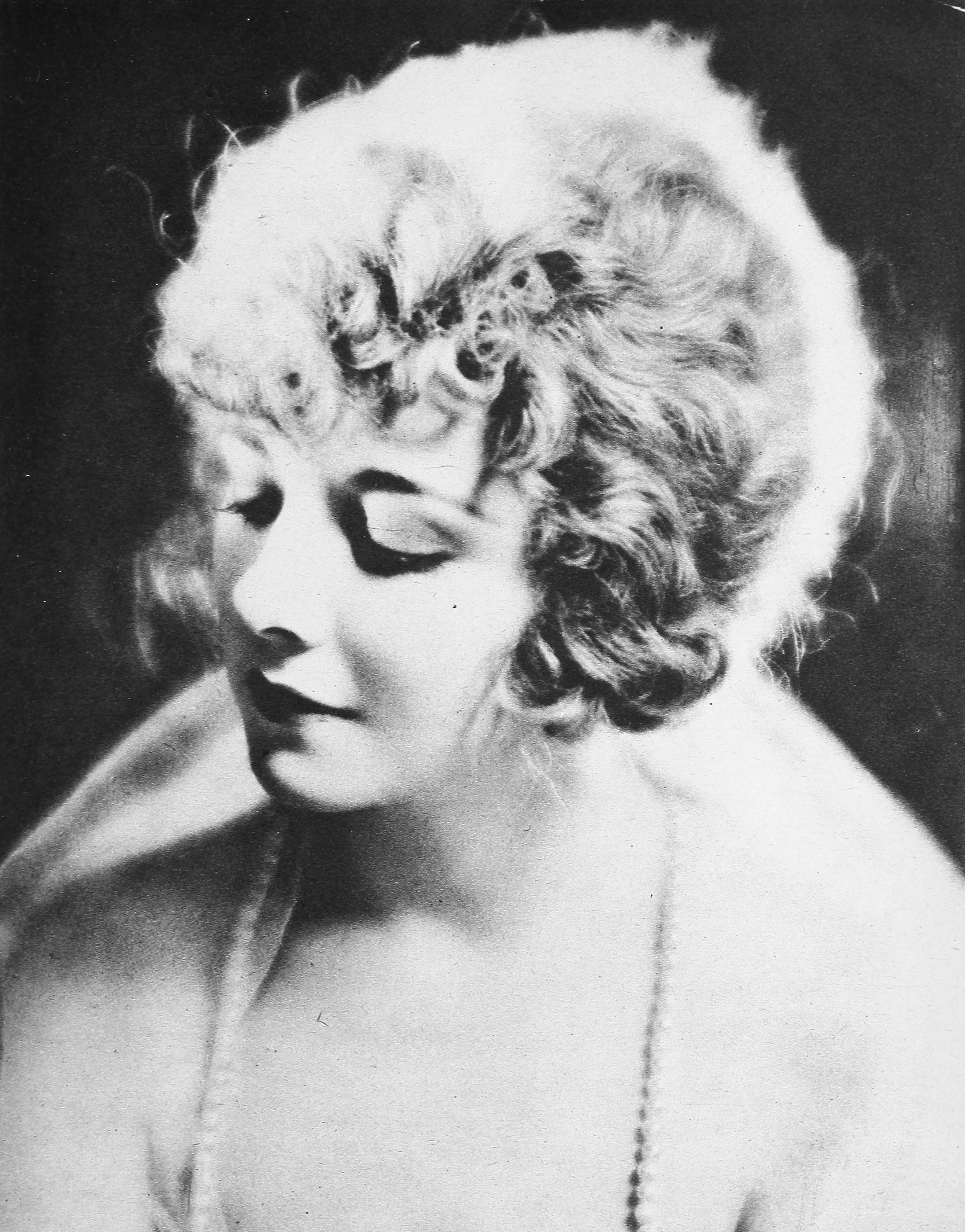
Alice Terry en 1921

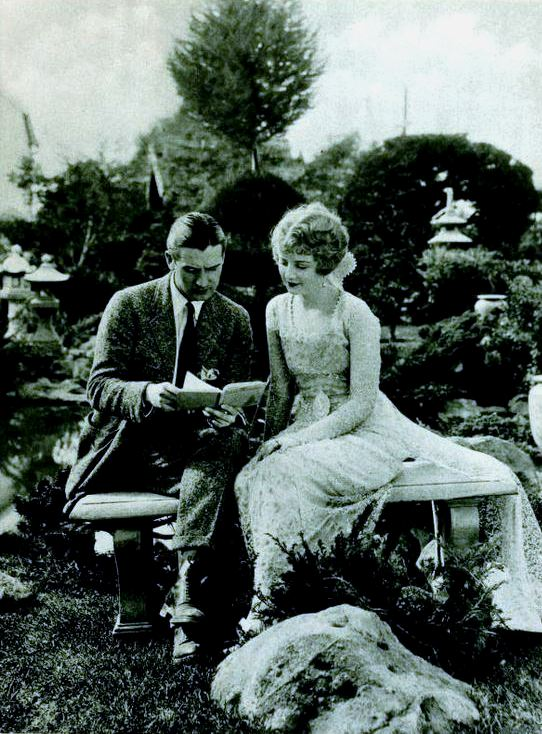
Terry avec son mari, Rex Ingram.

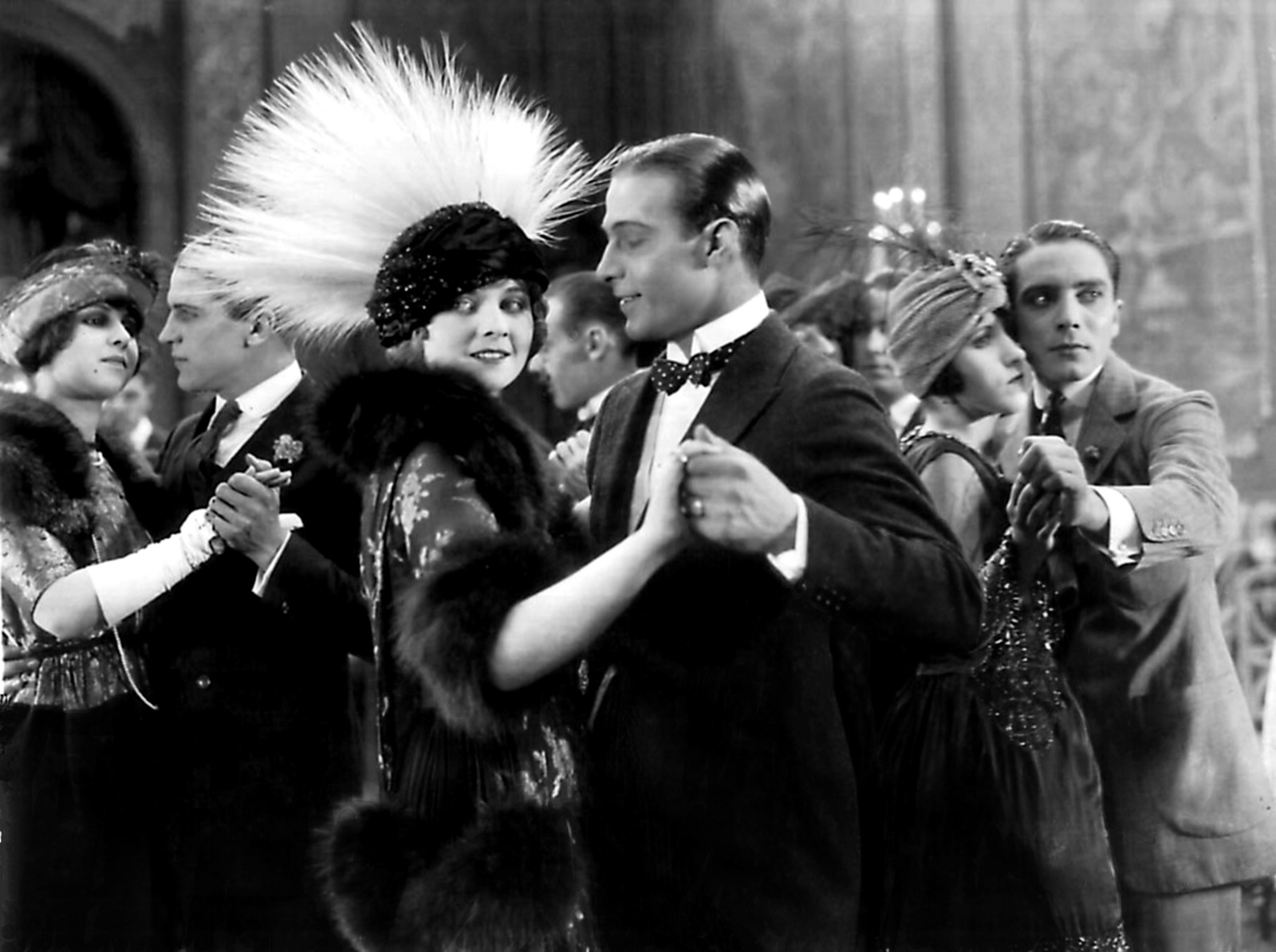
Terry comme Marguerite Laurier et Valentino comme Julio Desnoyers Les Quatre Cavaliers de l'Apocalypse.

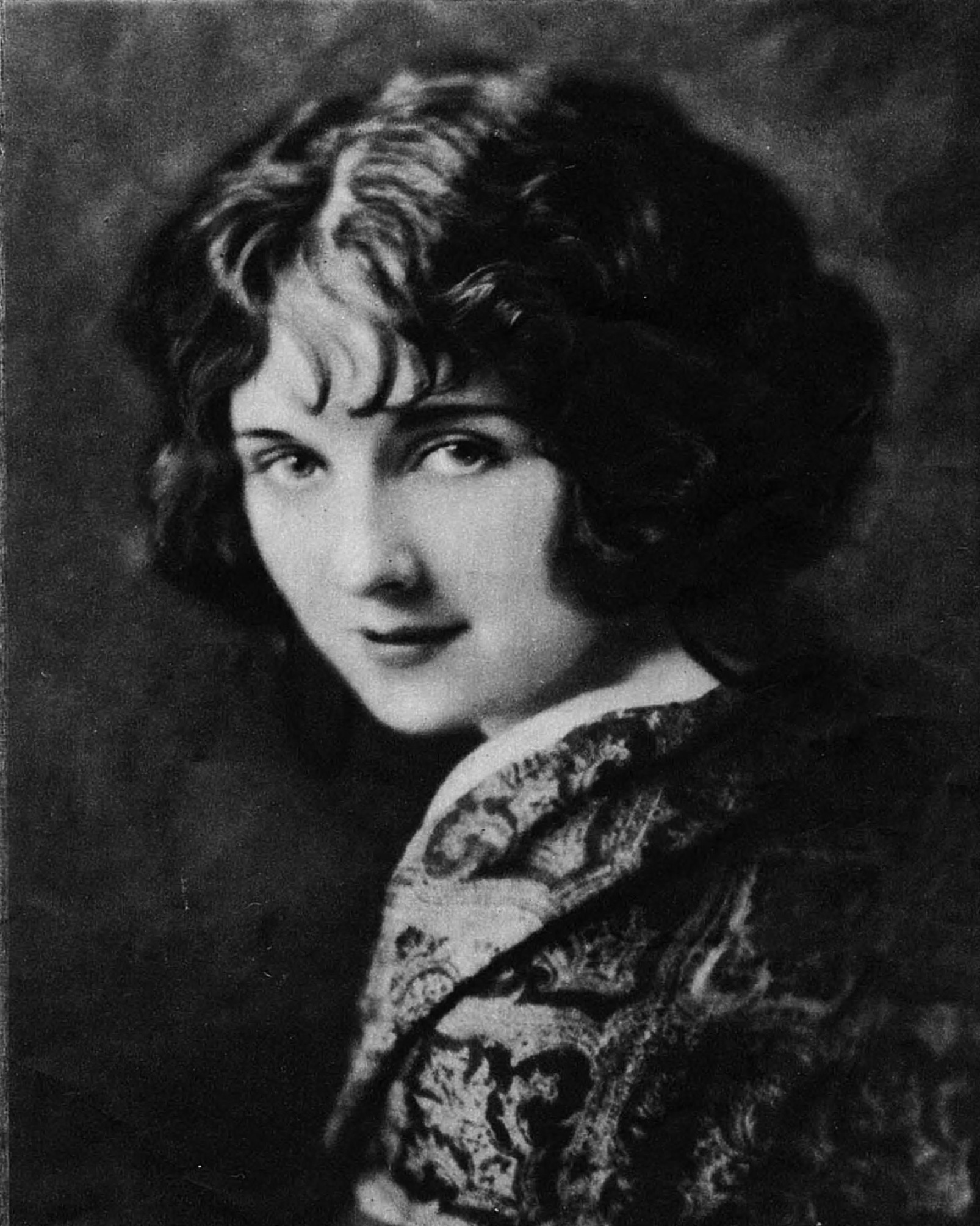
Alice Terry sans sa perruque, Alfred Cheney Johnston.

### Actrice
- 1916 : Not My Sister : Ruth Tyler
- 1916 : Civilisation
- 1916 : A Corner in Colleens : Daisy
- 1917 : Wild Winship's Widow : Marjory Howe
- 1917 : Strictly Business
- 1917 : The Bottom of the Well : Anita Thomas
- 1917 : Alimony
- 1918 : The Clarion Call
- 1918 : A Bachelor's Children : Penelope Winthrop
- 1918 : La Proie pour l'ombre (Old Wives for New) de Cecil B. DeMille : Saleslady
- 1918 : The Song and the Sergeant
- 1918 : Sisters of the Golden Circle : Mlle Pinkey McGuire
- 1918 : The Brief Debut of Tildy : Tildy
- 1918 : Love Watches : Charlotte Bernier
- 1918 : The Trimmed Lamp
- 1919 : Thin Ice : Jocelyn Miller
- 1919 : The Love Burglar (it) de James Cruze : Elsie Strong
- 1919 : The Valley of the Giants de James Cruze : Mlle Cardigan
- 1919 : The Day She Paid
- 1920 : Shore Acres
- 1920 : The Devil's Passkey
- 1920 : Hearts Are Trumps : Dora Woodberry
- 1921 : Les Quatre Cavaliers de l'Apocalypse : Marguerite Laurier
- 1921 : Eugénie Grandet (The Conquering Power) de Rex Ingram, d'après Eugénie Grandet d'Honoré de Balzac : le rôle d'Eugénie
- 1922 : Les Bons Larrons (Turn to the Right) de Rex Ingram : Elsie Tillinger
- 1922 : Le Prisonnier de Zenda : Princesse Flavia
- 1923 : Where the Pavement Ends : Matilda Spener
- 1924 : Scaramouche : Aline de Kercadiou, nièce de Quintin
- 1924 : L'Arabe (The Arab) de Rex Ingram : Mary Hilbert
- 1925 : La Rançon (The Great Divide) de Reginald Barker  : Ruth Jordan
- 1925 : Sackcloth and Scarlet : Joan Freeman
- 1925 : Les Confessions d'une reine (Confessions of a Queen) : Frederika/La Reine
- 1925 : Any Woman : Ellen Linden
- 1926 : Mare Nostrum : Freya Talberg
- 1926 : The Magician : Margaret Dauncey
- 1927 : Lovers ? : Felicia
- 1927 : The Garden of Allah (en) : Domini Enfilden
- 1928 : The Three Passions : Lady Victoria Burlington
- 1932 : Baroud

### Réalisatrice
- 1923 : Where the Pavement Ends
- 1932 : Baroud

## Distinction
- 1960 : Étoile sur le Hollywood Walk of Fame[2]